# Gora Tri Sestry
Gora Tri Sestry är ett berg i Antarktis. Det ligger i Östantarktis. Australien gör anspråk på området. Toppen på Gora Tri Sestry är 1 165 meter över havet.
Terrängen runt Gora Tri Sestry är lite kuperad.  Trakten är obefolkad. Det finns inga samhällen i närheten.